# Paseo Cuauhnahuac
El Paseo Cuauhnahuac es una avenida que corre de oriente a poniente desde la ciudad de Cuernavaca, hasta la ciudad de Jiutepec, en el estado de Morelos. Tiene una longitud de 12.0 km y en ella se encuentra el complejo industrial CIVAC.

## Descripción
Es una avenida de 6 carriles, corre horizontalmente de oriente a poniente de las ciudades y tiene una longitud de 12.0 km; comenzando con la Avenida Plan de Ayala (Cuernavaca) (entronque con la Autopista del Sol (México)), en la colonia Chapultepec; hasta la unión con la carretera federal Jiutepec - Yautepec de Zaragoza (Cañón de Lobos), en la colonia Independencia.

## Actualidad
Hoy en día, el Paseo Cuauhnahuac es el polo central industrial del Estado de Morelos, atraviesa una pequeña parte de la ciudad de Cuernavaca, pero, atraviesa toda la ciudad de Jiutepec (principalmente en la zona de Tejalpa): el complejo industrial llamado CIVAC, la famosa zona comercial de Zumiya y colonias populares de Jiutepec hasta unir con la carretera federal Jiutepec - Yautepec de Zaragoza.

## CIVAC
CIVAC (acrónimo de "Ciudad Industrial del Valle de Cuernavaca") está situado en el municipio de Jiutepec en el estado mexicano de Morelos, a 10 minutos al sur de lo que se conoce como el Valle de Cuernavaca. Esta ciudad fue construida para albergar a los trabajadores de la industria.
Con más de 42 años desde su creación en 1966, la Ciudad Industrial del valle de Cuernavaca, CIVAC, es el polo de desarrollo más importante del estado mexicano de Morelos, ubicado en el municipio de Jiutepec. Con 230 hectáreas colindantes con Cuernavaca, CIVAC es uno de los parques industriales mejor planeados y organizados del país.

## Parque Alameda de la Solidaridad
Es un gran parque ubicado en la ciudad Cuernavaca. En ella se encuentra también la biblioteca más grande del Estado: "Biblioteca 17 de Abril" (en honor a la fecha en la que se creó el Estado de Morelos).